# Palatul Baroc din Timișoara

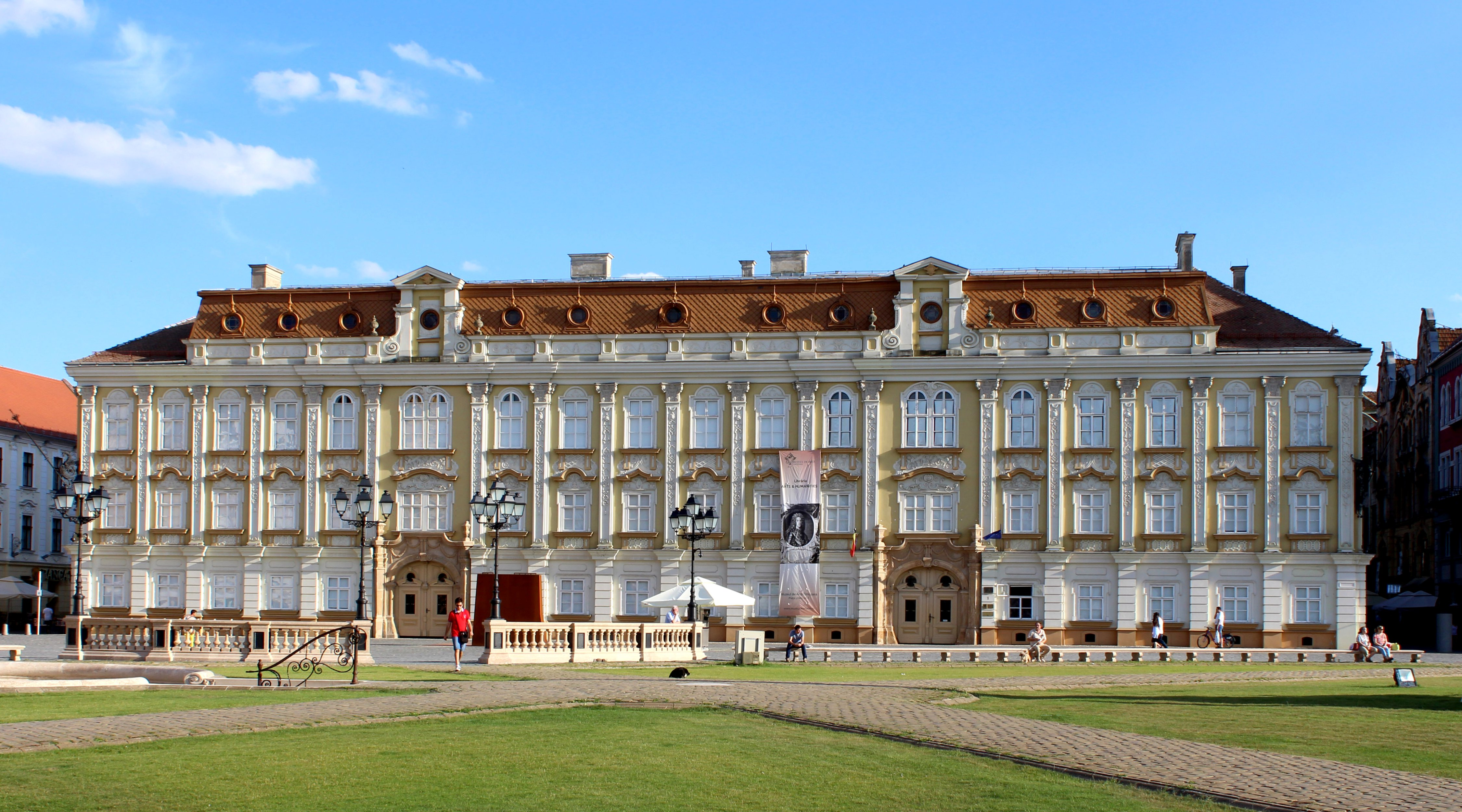
Palatul Baroc

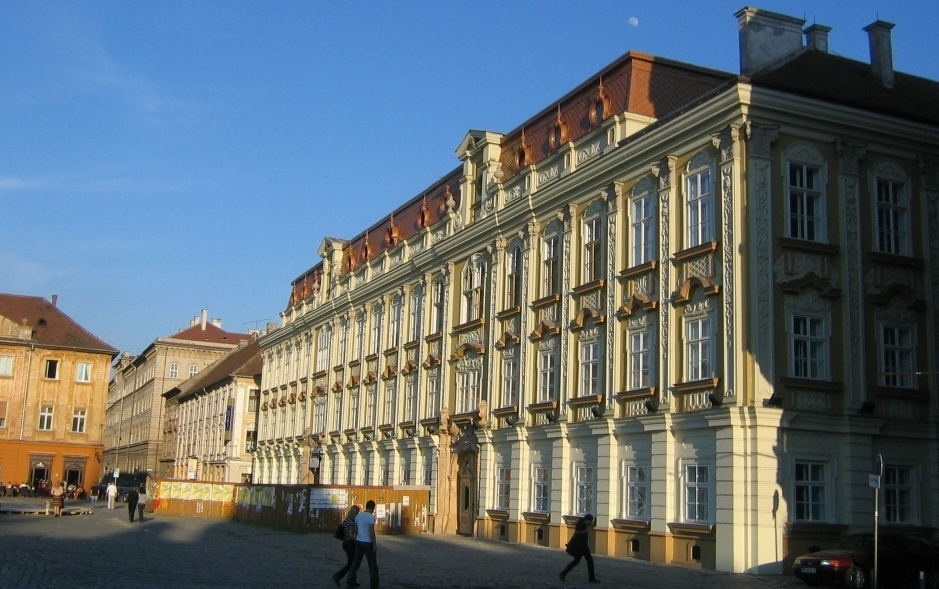
Palatul Baroc

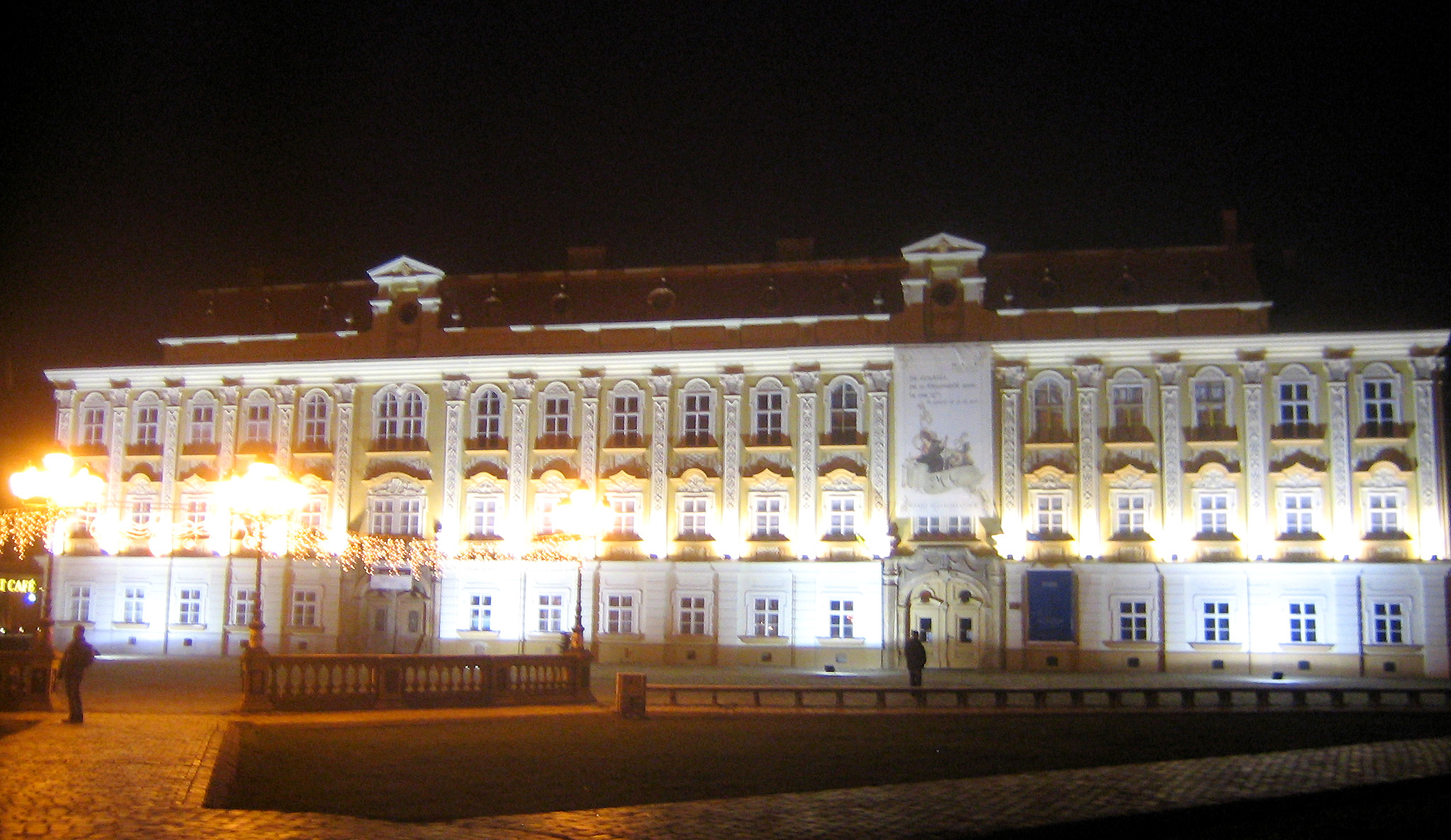
Palatul, noaptea
Foto: Radu Trifan

Palatul Baroc este un edificiu situat în Piața Unirii din Timișoara.

## Despre
Palatul Vechii Prefecturi, denumit și „Palatul Baroc”, reprezintă unul dintre cele mai valoroase monumente istorice ale Timișoarei. Caracteristicile construcției au favorizat alegerea sa pentru funcțiunea de muzeu de artă, spațiile oferite de clădire putând fi adaptate cu minime modificări cerințelor de expunere ale muzeografiei contemporane.
Astfel, pe de o parte amplasamentul într-un spațiu central și vast al nucleului istoric al orașului favorizează polarizarea interesului vizitatorilor, iar pe de altă parte, specificul arhitectural face posibilă diversitatea funcțională impusă de programul muzeal și accentuarea concordanței între construcție și noua sa destinație.

## Cronologie
- 1733 inițial a adăpostit Oficiul Minier;
- 1735 aici a funcționat Casieria Militară;
- Din 1778 a fost sediul prefecturii [1]
- Până în 1848 a fost sediul Comitatului Timiș;
- Între 1849 - 1860 aici s-a instalat conducerea Voivodinei sârbești și Banatul timișan;
- 1861 - 1918 a redevenit sediul Comitatului Timiș;
- Până în 1944 aici a funcționat Prefectura județului Timiș-Torontal;
- Între 1944 - 1958 a găzduit comandamentul trupelor sovietice staționate în oraș;
- Pentru scurt timp a fost sediul Institutului Agronomic;
- În perioada comunistă a fost lăsat în paragină, abia la sfârșitul anilor '80 începând restaurarea edificiului;
- În prezent palatul găzduiește Muzeul de Artă Timișoara.